# Aurelio Fernández Baca Pino
Aurelio Fernández Baca Pino fue un abogado, juez y político peruano. 
Nació en Combapata, provincia de Canchis en el departamento del Cusco. Fue elegido senador suplente por el departamento del Cusco en 1909 durante el primer mandato del presidentes Augusto B. Leguía durante el inicio de la República Aristocrática.